# Jonas Wolcher
Per Jonas Wolcher, född 15 april 1973 i Göteborg, Västra Götaland, är en svensk regissör, producent och manusförfattare. Han har blandat skapat exploateringsfilmerna Die Zombiejäger och Cannibal Fog.

## Biografi
Wolcher blev student vid Göteborgs universitet år 1997 där han studerade filmvetenskap, men lämnade studierna efter ett år och började 1999 sin karriär som filmskapare.[källa behövs] År 2002 släppte han sin första film Zombienoid där han stod för både manus och regi. Han använde även sina erfarenheter som makeup-artist genom att själv sminka upp zombiestatisterna. Året därpå började arbetet med en uppföljare till filmen och 2005 släpptes hans första långfilm Die Zombiejäger. Wolcher har sedan dess fortsatt skapa filmer och bidragit som producent på projekt som Sektor 236 - Tors vrede samt Hermit: Monster killer.[källa behövs]
Wolchers film Dragonetti the Ruthless Contract Killer nominerades 2011 till Spektakulärt pris inom kategorin ”bästa långfilm inom science fiction, fantasy och skräck”. Likaså blev filmen Sektor 236 - Tors vrede som han varit med och producerat.
Musikvideon "Caravan - Octolab" vann pris den 4 september 2017 för bästa film vid 12 Months Film Festival in Romania.

### Familj
Wolcher gifte sig med Pia Jacobsson 1999.

## Filmografi
| År   | Titel                                   | Roll                                 |
| ---- | --------------------------------------- | ------------------------------------ |
| 2002 | Zombienoid                              | Regissör, producent, manusförfattare |
| 2005 | Die Zombiejäger                         | Regissör, producent, manusförfattare |
| 2010 | Dragonetti the Ruthless Contract Killer | Regissör, producent, manusförfattare |
| 2010 | Sektor 236 - Tors vrede                 | Producent                            |
| 2014 | Cannibal Fog                            | Regissör, producent, manusförfattare |
| 2016 | Hermit: Monster killer                  | Producent                            |
| 2017 | Octolab Caravan                         | Regissör, producent, manusförfattare |
| 2017 | Social Media Massacre                   | Producent                            |
| 2017 | Vogon Poetry: Dangers of Space          | Regissör, producent, manusförfattare |
| 2017 | Precision: The Child Drug Trafficking   | Producent                            |
| 2018 | Mechatronic - A Life Pretending         | Regissör, exekutiv producent         |